# جايسون تومسون
جايسون تومسون (بالإنجليزية: Jason Thomson)‏ (26 يوليو 1987 بإدنبرة في المملكة المتحدة - ) هو لاعب كرة قدم إسكتلندي في مركز الدفاع. لعب مع دونفرملين أثلتيك وريث روفرز وهارت أوف ميدلوثيان ونادي ليفينغستون لكرة القدم.

## وصلات خارجية
- جايسون تومسون على موقع قاعدة بيانات كرة القدم.إي يو (الإنجليزية)
- جايسون تومسون على موقع Soccerbase.com (لاعب) (الإنجليزية)
- جايسون تومسون على موقع Soccerway.com (الإنجليزية)